# Runenstein von Lassegården
Das 1,15 m hohe Fragment des Runensteins von Lassegården (Samnordisk runtextdatabas Vg 106) beim Hof Karleby, südlich von Leksberg in der Gemeinde Mariestad in Västergötland in Schweden, ist ein Maskenstein.
Das Fragment wurde 1949 bei Ausschachtungsarbeiten gefunden. Auf der Vorderseite befindet sich das abgewitterte Bild einer Maske im Mammen-Stil, ähnlich der des Runensteins DR 66. Anfang und Ende der Runeninschrift auf der Schmalseite des Fragments sind verloren gegangen.
Die auf zwischen 980 und 1015 datierte Ritzung lautet:
„… a : kubl: iftiʀ : · þoru · moþur : s ……“
„… machte das Denkmal für Tora, seine Mutter …“